# Herb gminy Zielona Góra
Herb gminy Zielona Góra – jeden z symboli gminy Zielona Góra, autorstwa Wojciecha Strzyżewskiego i Krzysztofa Benyskiewicza, ustanowiony 26 sierpnia 2009, zniesiony 31 grudnia 2014, wraz z połączeniem gminy z miastem Zielona Góra.

## Wygląd i symbolika
Herb przedstawia na tarczy w polu zielonym kiść winogron złotych o takimż listku i łodyżce brunatnej. Winogrono nawiązuje do najpopularniejszego tradycyjnego zajęcia mieszkańców Zielonej Góry i okolic - uprawy winnej latorośli.